# André Boniface Louis Riquetti de Mirabeau
Pour les articles homonymes, voir Mirabeau.
André Boniface Louis Riquetti, vicomte de Mirabeau, dit « Mirabeau-Tonneau » puis « Mirabeau-Cravates », né le 30 novembre 1754 à Paris et mort le 15 septembre 1792 à Fribourg-en-Brisgau, est un militaire, journaliste et homme politique français.

## Biographie
Fils de Victor Riquetti de Mirabeau, marquis de Mirabeau et de Marie-Geneviève de Vassan, frère cadet d'Honoré-Gabriel Riqueti de Mirabeau, il épouse, en juillet 1788, Marie Louise Adélaïde Jacquette de Robien (1756-1814), fille de Pierre Dymas, comte de Robien (1722-1784), procureur syndic des États de Bretagne de 1754 à 1784 et d’Adélaïde-Jeanne-Claudine Leprestre de Châteaugiron (Postérité).
En garnison à Rennes, il s'y rend rapidement impopulaire par ses punitions imitées de l'armée prussienne. Un ancien élève du collège de Rennes raconte : 

« La discipline militaire consistait à battre les soldats à coups de canne, de courroies, de plat de sabre, de baguettes de fusil, de verges d’osier […]. J’ai vu sur le rempart de Rennes, le vicomte de Mirabeau, colonel du régiment de Touraine […] présider lui-même au supplice des militaires qu’il faisait passer par les verges. Il les suivait pas à pas, pour s’assurer de leurs effroyables souffrances […]. Il avait épousé, pour sa riche dot, une demoiselle
portant l’un des plus beaux noms parlementaires du pays […]. En rentrant à demi-ivre d’un repas de corps, le colonel rudoya sa femme et la battit; mais il avait affaire à une Bretonne de vieille race. Pendant qu’il cuvait son vin, la mariée appela sa femme de chambre, grande fille de Guérande, forte comme un muletier. Toutes deux le roulèrent dans ses draps, et, comme il était monstrueusement gros, elles l’entortillèrent si bien qu’il ne put s’en dépêtrer; alors,
prenant ce qui leur tomba sous la main, elles le battirent sans pitié, comme il le faisait à ses malheureux soldats. »

### Sous la Révolution
Député des États généraux, quand il vint soumettre à son père un projet de discours, celui-ci lui jeta comme une gifle à travers la figure : « Quand on a un frère comme le vôtre aux États Généraux et qu’on est vous, on laisse parler son frère et l’on garde le silence ».
Lors de l'enterrement de son père à Argenteuil le 13 juillet 1789, il se présente comme « vicomte de Mirabeau, colonel commandant du régiment de Touraine infanterie », chevalier de Saint-Louis et chevalier honoraire de Saint-Jean de Jérusalem, membre de la Société de Cincinnati et député de la noblesse du Limousin aux états généraux.
Il s'oppose à la réunion des ordres et à l'abolition des privilèges (4 août 1789).
André Boniface était presque aussi débauché que son célèbre frère aîné. Obèse, son ivrognerie lui vaut le surnom de « Mirabeau-Tonneau ». Rapidement conscient de n’être que l’ombre de son frère Honoré-Gabriel Riquetti de Mirabeau, le malheureux André Boniface constata : « Dans une autre famille, je passerais pour un mauvais sujet et un homme d’esprit, dans la mienne je suis un sot et un honnête homme ».
Écrivain possédant de l'esprit, auteur d'innombrables bons mots, il fut aussi le collaborateur  du journal les Actes des Apôtres avec Jean-Gabriel Peltier.
En 1790, le vicomte réside au château de Polangis, situé sur le territoire du hameau dit la Branche-du-Pont-de-Saint-Maur. Il encourage les habitants à se séparer de Saint-Maur, commune à laquelle ils sont rattachés. Ceux-ci, dirigés par Edme Lheureux, marchand de bois, proclament leur commune indépendante.
Le 4 février 1790, lorsque, Louis XVI annonce qu'il adopte les principes de la constitution, il brise son épée et s'écrie : « Puisque le roi renonce à son royaume, un gentilhomme n'a plus besoin d'épée pour le défendre ».
Après la mutinerie du régiment de Touraine en juin 1790 où sa conduite autoritaire et maladroite exaspère les soldats, il doit se justifier devant l'Assemblée qui le renvoie devant le conseil de guerre : il donne sa démission de député en août 1790 et émigre en Allemagne. Il y lève la légion des hussards de la Mort qui fait aux républicains, en 1792, une guerre d'escarmouches sanglantes et inutiles. Il meurt des suites d'une attaque d'apoplexie ou, selon une autre version, en s'embrochant sur l'épée d'un de ses officiers pendant une altercation. Sa dépouille repose dans un ancien cimetière protestant de Fribourg-en-Brisgau.
Les papiers personnels de la famille Riquetti de Mirabeau et d'André-Boniface de Riquetti, vicomte de Mirabeau sont conservés aux Archives nationales sous la cote 119AP.
Le Vicomte de Mirabeau est l'auteur anonyme du roman libertin "La morale des sens ou l'homme du siècle", imprimé à Londres en 1781 et présenté comme un extrait des mémoires de M. le Chevalier de Bar". (réédité en 2000 aux éditions Phébus).

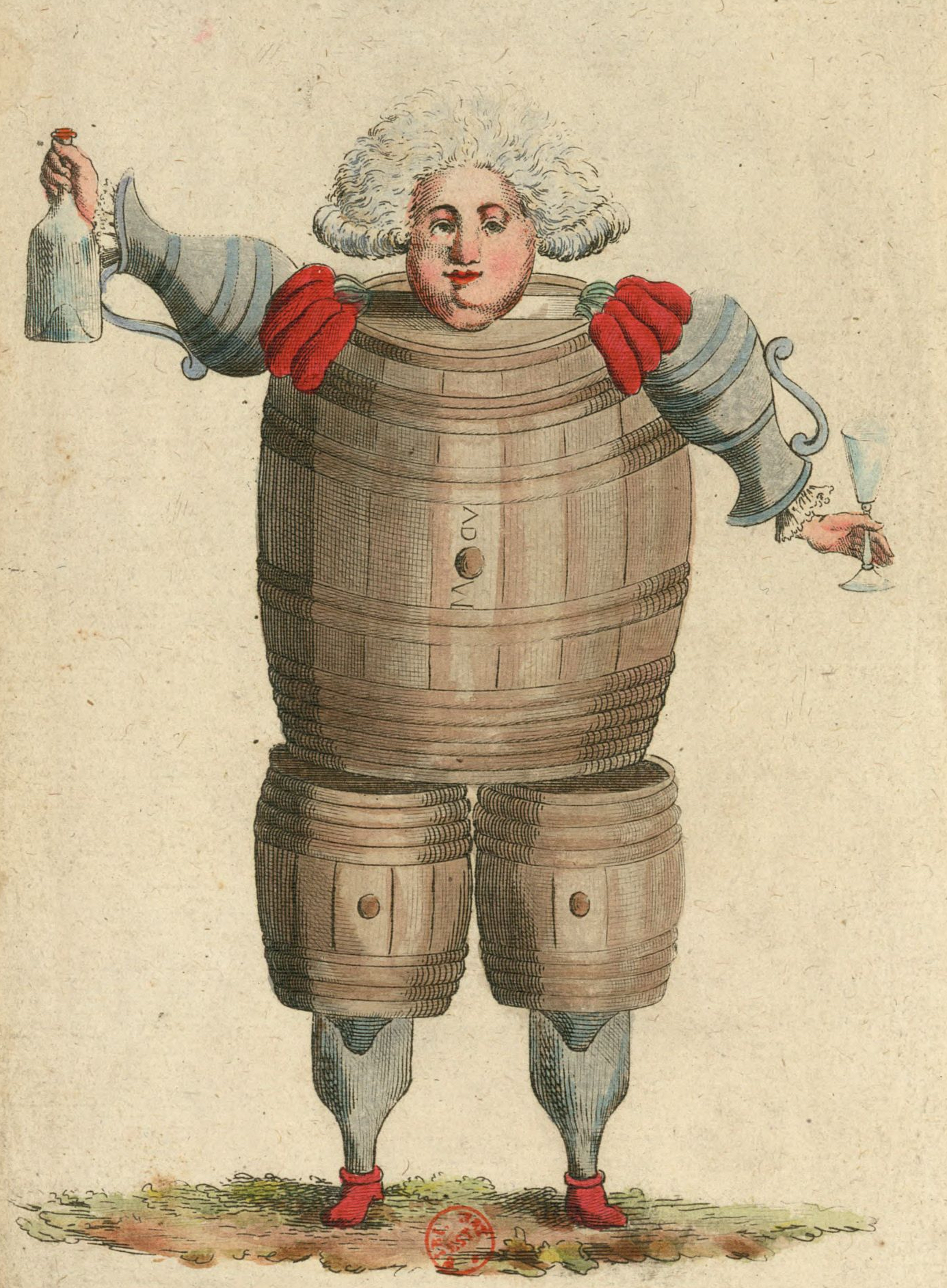
Caricature anonyme de Mirabeau-Tonneau.
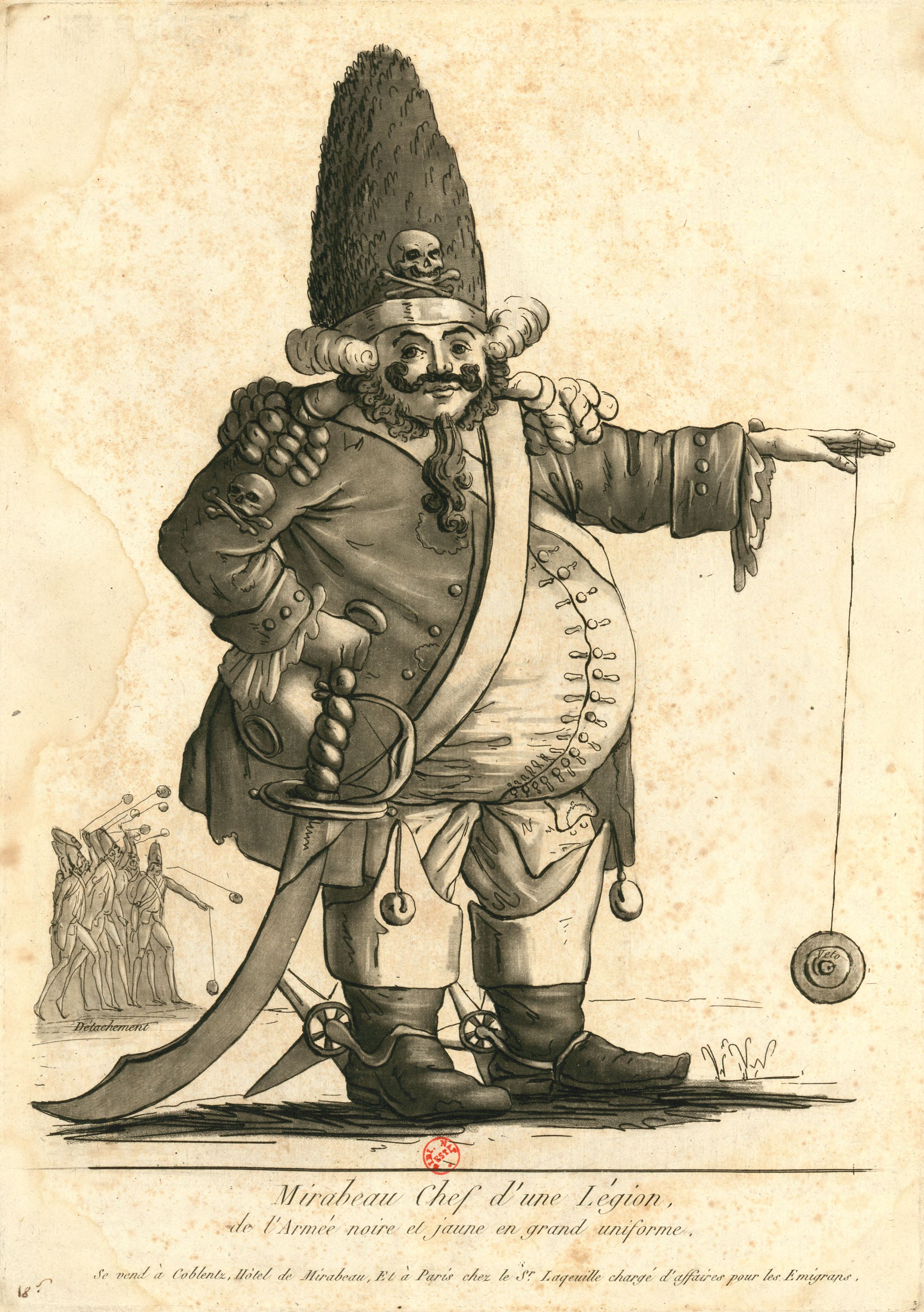
Caricature de Mirabeau chef d'une légion de l'Armée noire et jaune en grand uniforme.
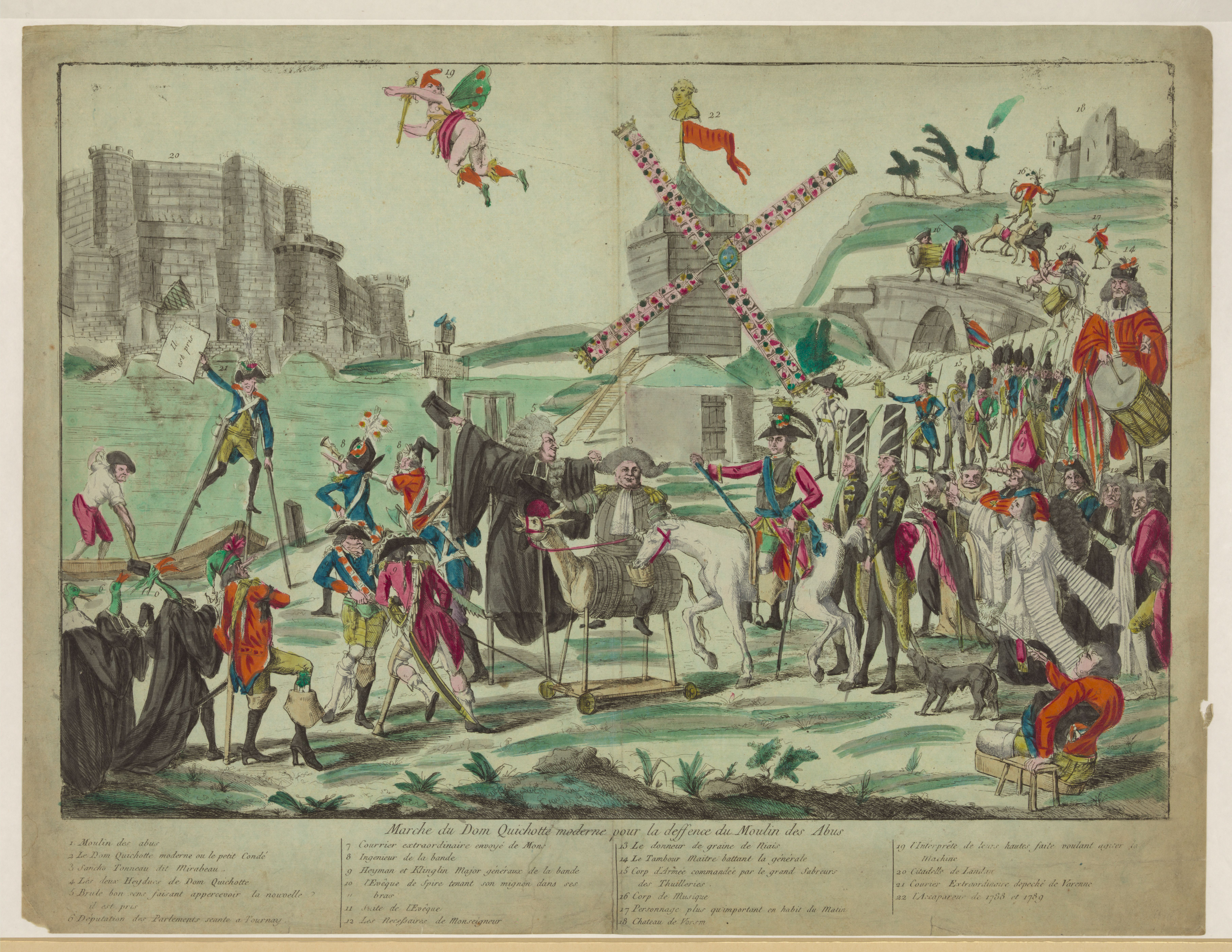
Caricature.